# Ferdinand Charlot
Ferdinand Henri Joseph Charlot (Geldenaken, 27 februari 1854 - 14 juli 1913) was een Belgisch senator en burgemeester.

## Levensloop
Charlot was notaris in Geldenaken. Hij werd gemeenteraadslid van zijn gemeente in 1881 en burgemeester in 1885. Van 1905 tot 1912 was hij provincieraadslid.
Hij werd in juni 1912 senator voor het arrondissement Nijvel, een mandaat dat na slechts een jaar door zijn overlijden werd beëindigd.